# Platysenta subornata
Platysenta subornata là một loài bướm đêm trong họ Noctuidae.